# Védelmi Hírszerző Ügynökség

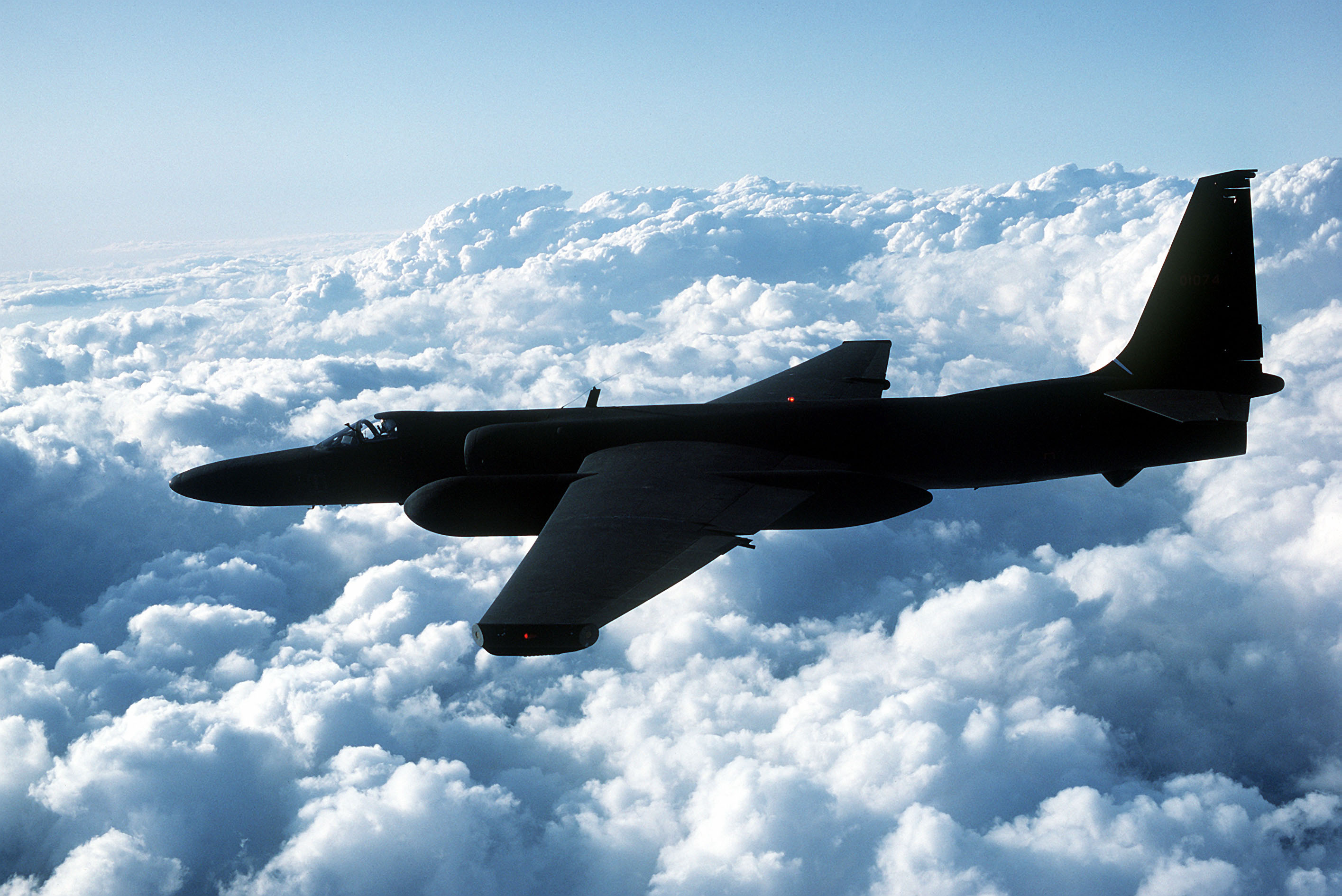
A Kubában telepített szovjet rakétákat felfedező U–2-es gépek repülési útvonalát a DIA szakértői határozták meg

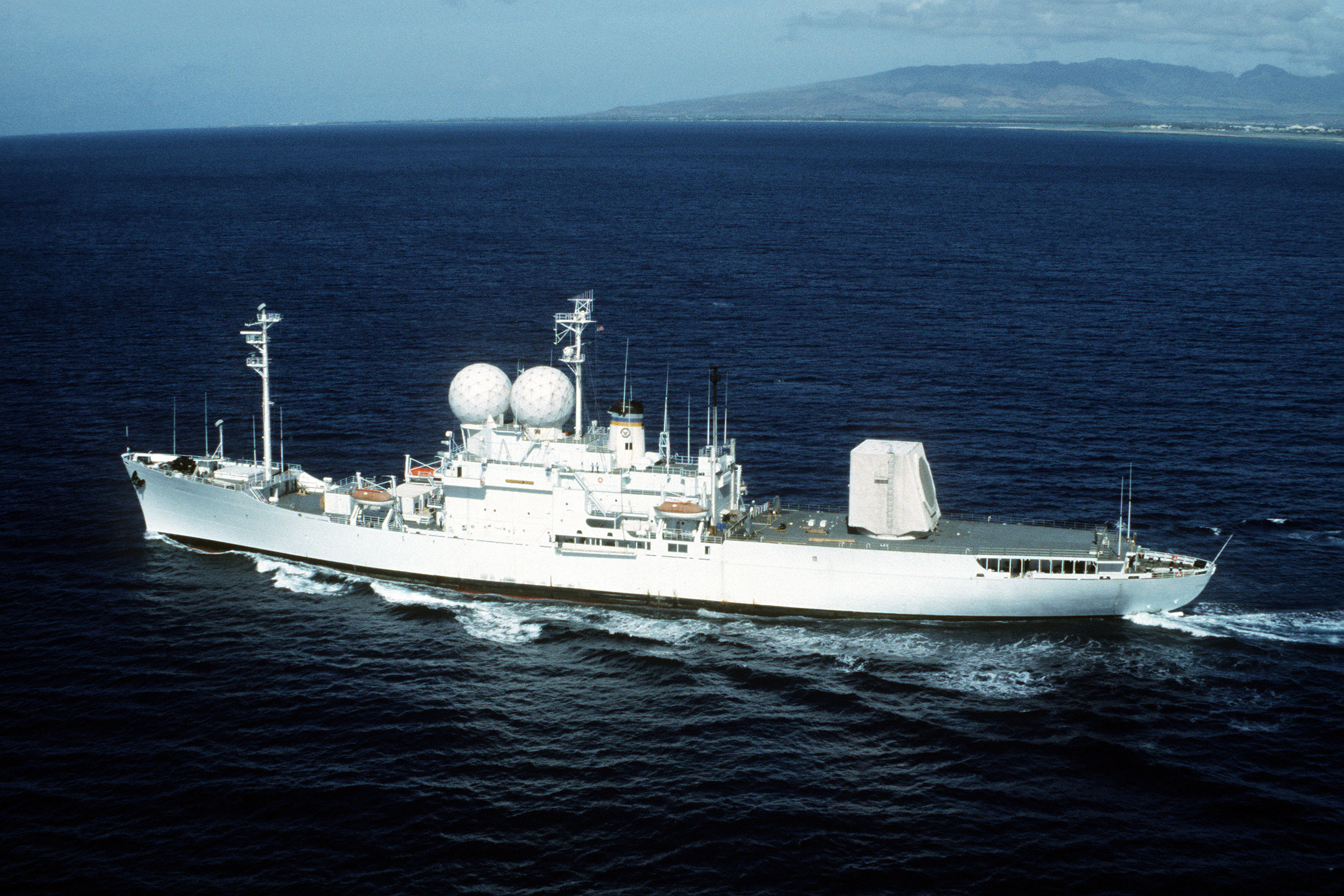
A DIA egyik elektronikus felderítő hajója, amelyek fő feladata a stratégiai fegyverkísérletetek ellenőrzése volt

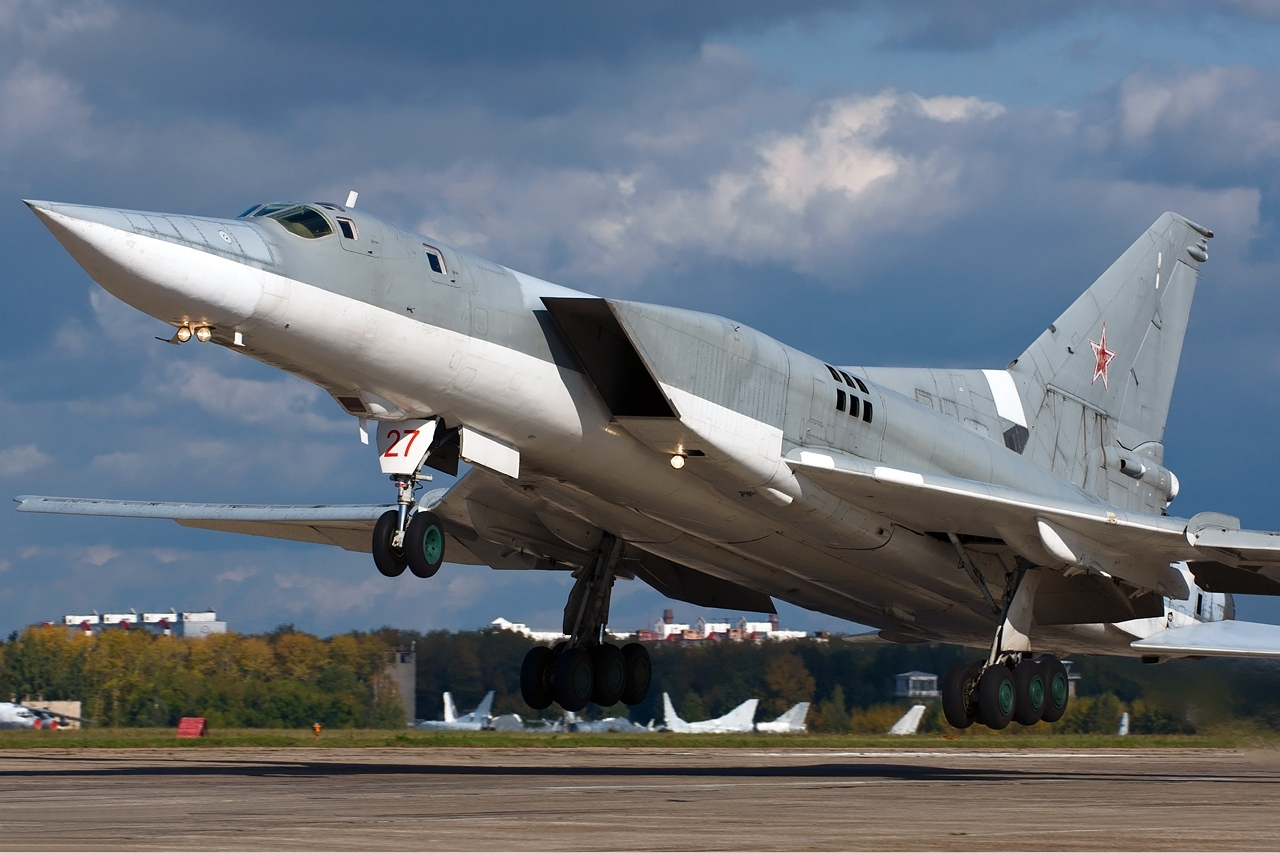
A 70-es években a DIA és a CIA között nagy vita alakult ki a Tu–22M szovjet stratégia bombázó szerepéről és lehetőségeiről

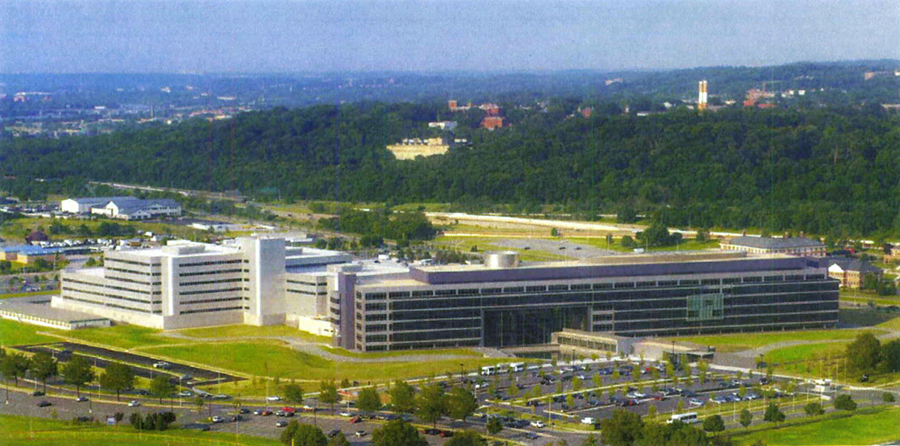
A DIA központja a Potomac folyó mentén Washingtonban

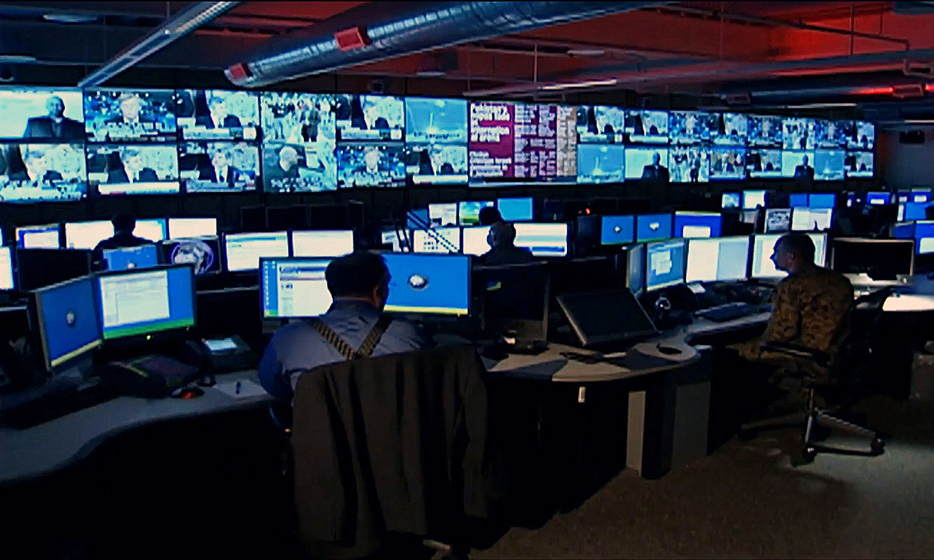
A DIA egyik állandó ügyeleti központja

A Védelmi Hírszerző Ügynökség (Defense Intelligence Agency, DIA) az Amerikai Egyesült Államok legfontosabb katonai hírszerző szervezete, az Egyesült Államok Hírszerző Közösségének az egyik legnagyobb költségvetésű és létszámú tagja, önálló nemzetbiztonsági szolgálat. Az Amerikai Védelmi Minisztérium alárendeltségében működik. Feladata a döntéshozók tájékoztatása külföldi hatalmak és nem-állami szereplők katonai jellegű szándékairól, de emellett a Hírszerző Közösség katonai szervezetei tevékenységének koordinálása, valamint a konfliktusokban a harcoló csapatok támogatása is az elsődleges tevékenységei közé tartozik. Részanyagot ad az Egyesült Államok elnökének napi összefoglaló tájékoztatásához.
Bár erősen katonai jellegű szervezet, munkatársainak kétharmada polgári alkalmazott, és hírszerző tevékenysége messze túlterjed a harci zónákon: mintegy 140 országban van jelen. A DIA a hírszerzés valamennyi módozatát gyakorolja, mint a HUMINT, SIGINT, ELINT, MASINT, ASINT, de elsősorban az emberi forrásokra alapozza tevékenységét (HUMINT). Két fő ágazata a Védelmi Titkosszolgálat (Defense Clandestine Service) és az amerikai külképviseleteken működő katonai attaséi hálózat. Ugyancsak a DIA felelős a messzemenően technikai jellegű mérőműszeres hírszerzés (MASINT) országos összefogásáért. A szervezetnek nincs rendvédelmi, erőszak-szervezeti jogosultsága, részlege, bár a populáris kultúrában gyakran így ábrázolják.
Az 1961-ben, John Fitzgerald Kennedy elnöksége idején Robert McNamara védelmi miniszter által alapított szervezet nagy szerepet vállalt a hidegháború hírszerző harcaiban. A 2001. szeptember 11-ei terrortámadások nyomán tevékenysége gyorsan tovább bővült. A szervezet tevékenysége az utóbbi évtizedekben többször került viták középpontjába az Egyesült Államokban, különösen amiatt, hogy időnként megkísérelte tevékenységét kiterjeszteni hazai területre is.

## Története
A második világháború után a három amerikai haderőnem, a szárazföldi hadsereg, a haditengerészet és a légierő külön-külön hírszerzést működtetett. Ez sok átfedéssel járt, hatékonysága alacsony volt és gyakran egymásnak ellentmondó értékeléseket terjesztettek feletteseik elé. Dwight D. Eisenhower 1960-ban egy bizottságot hozott létre a katonai hírszerzés egésze tevékenységének átvizsgálására. E bizottság javaslata alapján, a korábbi szervezetek határozott ellenkezése dacára hozta meg a döntést az Egyesített Vezérkar (Joint Chiefs of Staff) 1961. augusztus 1-én a „Defense Intelligence Agency” létrehozásáról. Az új szervezet 1961. október 1-én, a hidegháború derekán kezdte meg a működését.

### A DIA tevékenységének kezdetei
Az új Védelmi Hírszerző Ügynökség fokozatosan vette át a munkát az addig működő (és az átszervezést nehezményező) szolgálatoktól, elkerülendő a folyamatban lévő műveletek veszélyeztetését. 1962 októberében, alig egy évvel létrejötte után a DIA szembesült a hidegháború egyik legveszélyesebb konfliktusával, a kubai rakétaválsággal.
1962 végén a DIA hozta létre a Védelmi Hírszerzési Iskola (Defense Intelligence School) intézményét, aminek a neve ma már Nemzeti Hírszerzési Egyetem. 1963. január 1-én indította el tevékenységét az átszervezés jegyében a DIA új „Termelési Központja” (Production Center), ahol több korábbi részleg egyesült. Februárban csatlakozott hozzá az Automatizált Adatfeldolgozási Központ (Automated Data Processing, ADP) március végén az Elosztási Központ (Dissemination Center), április végén pedig a Tudományos és Technikai Hírszerzési Igazgatóság.
Végül 1965. július 10-től, a három korábbi szolgálat egyesítésének utolsó lépéseként a DIA átvette a Védelmi Attaséi Rendszer (Defense Attaché System) irányítását.
A hatvanas évek során a DIA figyelmének homlokterében az első kínai atomkísérlet és a kínai kulturális forradalom, az afrikai és a dél-ázsiai feszültségek, a ciprusi válság, valamint a rakétafegyverek terén mutatkozó lemaradás volt a Szovjetunióval szemben. A hatvanas évek végén előtérbe került a vietnámi háború, a hatnapos háború, Észak-Korea, és a Pueblo nevű amerikai felderítő hajó ottani elfogása, valamint Csehszlovákia lerohanása a Varsói Szerződés tagállamai részéről.

### Hetvenes évek
A DIA tekintélye, eredményei nyomán, jelentősen megnőtt a 70-es évek közepére. A szervezet elemzései ebben az időben Libanonra, Richard Nixon elnök 1972-es kínai látogatására, az 1973-as chilei államcsínyre koncentráltak. A hidegháború enyhülése, az úgynevezett détente nyomán nagy szerepet kapott a fegyverzetkorlátozási tárgyalások eredményei betartásának ellenőrzése, az energiaválságok nyomán pedig a globális energiaproblémák kerültek előtérbe.
A hetvenes évek derekán az Egyesült Államok Kongresszusa több vizsgáló bizottságot is létrehozott a Hírszerző Közösséget megrázó botrányok miatt. A vizsgálódások nyomán új elnöki rendelet született a tevékenység ellenőrzésére és törvényes keretek között tartására. A vietnámi vereség, a háború befejeződése után jelentősen csökkentették is a hírszerzésre fordítható összegeket. A szervezet ugyanakkor igyekezett belső reformokkal javítani munkája eredményességét. A költségvetés csökkenése azonban olyan korlátozásokat jelentett, amelyeket a szervezet vezetői aztán az iráni és afganisztáni hírszerzési kudarcok megindoklására is felhasználtak.
A hetvenes évek végén a DIA különleges csoportokat hozott létre olyan válságok figyelemmel kísérésére, mint a Szovjetunió afganisztáni háborúja, az iráni forradalom és az ottani amerikai nagykövetség elfoglalása.
1979-ben újabb átszervezésre került sor, aminek eredményeképpen öt nagy igazgatóságot hoztak létre, úgy is mint termelés, műveletek, források, külügyek és a Vezérkari Főnökök Bizottságának alárendeltségében működő Hírszerző Igazgatóság (J–2) támogatása.

### Nyolcvanas évek
Az 1980-as években a DIA már érett, saját tradíciókkal és munkamódszerekkel rendelkező hírszerző szervezetté nőtte ki magát. 1981-től kezdte meg a szovjet haderő állapotáról szóló rendszeres jelentéseinek (Soviet Military Power) nyilvánosságra hozatalát, amivel igen kedvező visszhangot váltott ki a szakértők körében. A szervezet természetesen nagy figyelemmel követte az évtized nagy nemzetközi válságainak katonai vonatkozásait, mint például a Falkland-szigeteki háborút, a Korean Air 007-es járatának lelövését, részt vett a Grenada elleni amerikai invázió előkészítésében, illetve az amerikai katonák elleni 1983-as bejrúti támadás vizsgálatában.
A „hagyományos” válságok követése mellett felkészültek az új jellegű feladatok megoldására is, mint az alacsony intenzitású konfliktusok elemzése, az automatizált adatbázisok kezelése és a kábítószer-kereskedelem és a terrorizmus elleni harc összefüggései.

### A hidegháború után
A hidegháború befejeződése, a Szovjetunió és a kelet-európai államszocialista rendszerek összeomlása, a német újraegyesítés után a DIA is arra kényszerfült, hogy felülvizsgálja tevékenységét. Szembe kellett nézniük a hírszerzési célokra fordított költségvetés csökkenésének veszélyeivel, ezért a belső reformokra helyezték a hangsúlyt, igyekeztek javítani a tevékenység szervezettségét, a „késztermékek” minőségét.

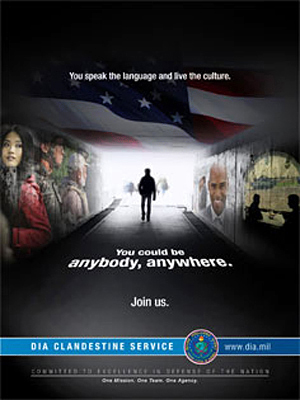
A Védelmi Titkosszolgálat toborzó plakátja: Bárki lehet belőled, bárhol...

Kuvait iraki lerohanása alkalmat adott a szervezet fontosságának hangsúlyozására. Az öbölháború kezdetére már az ügynökség mintegy 2000 embere tevékenykedett a témában, hogy hírszerzői támogatást nyújtson a készülő hadműveletnek. A DIA speciális, 24 órás válságkezelő központot hozott létre a különböző amerikai hírszerző szolgálatoknak a témában folytatott műveleteinek összehangolására. A DIA száz ügynököt küldött közvetlenül a térségbe. Ez a hadműveletek közvetlen hírszerzői támogatásának történelmileg kiemelkedő példája volt.
A hatékonyság növelése jegyében 1992 januárjában sok évtizedes önálló lét után a DIA részévé vált az Egészségügyi Hírszerzés Nemzeti Központja (National Center for Medical Intelligence) és a Rakéta- és Űrhírszerző Központ (Missile and Space Intelligence Center).
A 2001. szeptember 11-ei terrortámadások után a DIA aktivizálta magát a terrorizmus elleni harcban és a nukleáris fegyverek elterjedése elleni hírszerző munkában, különösen Észak-Korea és Irán vonatkozásában. A szervezet természetesen részt vett a 2003-as iraki háború előkészítésében és végrehajtásában. Miután a háború indokául szolgáló tömegpusztító fegyvereket nem találták meg, a háború utáni hivatalos szenátusi vizsgálatok nagy ellentéteket hoztak felszínre a CIA és a DIA között az egymást átfedő titkosszolgálati műveleteik és értékeléseik különbözősége miatt.
2012-ben a DIA meghirdette titkosszolgálati tevékenységének nagyméretű kiterjesztését. Megerősítette a Védelmi Titkosszolgálat nevű részlegét (Defense Clandestine Service), (DCS) és a Védelmi Attaséi Rendszert (Defense Attache System) hogy eredményesebben vehesse fel a versenyt a CIA külföldi hírszerzésével, mivel az nem tudott megfelelő mértékben foglalkozni katonai kérdésekkel. A DIA legfontosabb célterületei e téren  az afrikai iszlamista milíciák, Észak-Korea és Irán fegyverexportja valamint a kínai katonai modernizáció lettek. A DIA ezt a tevékenységét koordinálja a CIA megfelelő részlegével, a Nemzeti Titkosszolgálattal (National Clandestine Service) és a Speciális Műveletek Egyesített Parancsnokságával (Joint Special Operations Command) ami a nagyobb szabású titkos külföldi kommandós műveletekért felelős.

## Feladatai
Legfontosabb feladata a különböző forrásokból nyert hírszerzési adatokkal ellátni az amerikai fegyveres erők vezetését.
- A lehetséges célpontok felderítése
- Várható harctéri veszteségek becslése
- Fegyverzetek elterjedésének (proliferáció) felderítése
- Várható konfliktusok előrejelzése
- Béketeremtő és -fenntartó műveletek biztosítása
- Külföldi hadseregek szervezetére és fegyverzetére vonatkozó adatbázisok kezelése
- Szükség esetén az Egyesült Államok szövetségesei vagy az ENSZ által indított műveletek biztosítása.

A fegyveres erőkön és harcoló alakulatokon kívül a DIA további fontos "megrendelőinek" számítanak a Védelmi Minisztérium politikai döntéshozói, a miniszter és a Vezérkari Főnökök Bizottsága. A DIA kulcsszerepet játszik a külföldi fegyverrendszerekre, haditechnikai fejlesztésekre vonatkozó információszerzésben a hazai haditechnikai tervező intézetek és a fegyverzetbeszerzési hivatalnak.
Az említett feladatok végrehajtása során a DIA koordinálja és szintetizálja a katonai hírszerző elemzéseket a Védelmi Minisztérium illetékesei, valamint a katonai vezetőknek, szerte a világban, és természetesen szorosan együttműködik az egyes haderőnemek, valamint az egyesített parancsnokságok, csapatfelderítő-hírszerző erőivel.
A hidegháború után és az iraki hadműveletek nyomán a Védelmi Hírszerző Ügynökség is drámai változásokon ment át. Megváltoztak a regionális prioritások, felülvizsgálták a fő feladatokat és funkciókat, új stratégiai tervet dolgoztak ki, hogy megfelelően reagáljanak a változó igényekre. Az új típusú krízishelyzetek, mint amilyenek kialakultak például Szomáliában, Haitin, Ruandában, Irakban, Észak-Koreában, Koszovóban, csakúgy, mint az olyan globális kihívások, mint a tömegpusztító fegyverek proliferációja, a nemzetközi terrorizmus, a kábítószer-kereskedelem, a fegyverzet-ellenőrzési szerződések felügyelete, mind hozzájárultak a hírszerzési adatok iránti másfajta igények megjelenéséhez a szovjet-amerikai konfrontáció által dominált világképhez képest.
A DIA legfontosabb erőforrása a jól képzett és magasan motivált személyi állomány. Az utóbbi évek technológiai fejlődése eredményeképpen, az új számítógépes szoftverekkel és a különböző adatbázisok összekapcsolása révén az elemzők gyorsan és hatékonyan tudják ütköztetni, összehasonlítani az információkat. Az újonnan kifejlesztett kommunikációs hálózat lehetővé teszi a DIA és a különböző katonai szervek között a hírszerzési adatok gyors áramlását szerte a világban. A széles hálózat és a sok hozzáférő azonban nagy veszélyeket is rejt magában, amint azt a WikiLeaks tevékenysége is mutatja.

### A szervezet további fejlesztési céljai
A DIA tevékenységét és a maga elé tűzött fejlesztési célokat jól ábrázolja a 2006-2011-es időszak stratégiai terve. (USA Defense Intelligence Agency Strategic Plan, Fiscal Years 2006-2011. September 2005.)
A dokumentum összefoglalja a megváltozott nemzetközi környezetben a védelmi hírszerzés előtt álló új feladatokat. Eszerint a hagyományos katonai hírszerzés általában a fegyveres erők képességeivel foglalkozik és nem fordít kellő figyelmet az általános tendenciákra. Ezen változtatni kell.
Csak az összes rendelkezésre álló forrás, technológia és lehetőség kihasználása útján tudja az ügynökség a megfelelő hírszerzési adatokkal ellátni a partnereket és a szövetségeseket annak érdekében, hogy fenntartható legyen a szövetségesek globális fölénye. Ez megköveteli, hogy hozzáférjenek minden információs forráshoz, szoros együttműködést valósítsanak meg a hírszerzői és más elemző-értékelő szervezetek között (All Sources Intelligence – ASINT).
A katonai hírszerzés előtt álló fő teendők:
- A védelmi hírszerzés elsődleges hírforrás jellegének megőrzése érdekében erősíteni kell az az emberi erővel folytatott hírszerzést (HUMINT), valamint a technikai adatgyűjtést.
  - fejleszteni kell az analizáló képességet;
  - a DIA különböző szervezeteivel jelen kell lenni a legfontosabb térségekben és hadszíntereken.
- Jól képzett állományra van szükség; ennek érdekében már a toborzásnál nagy figyelmet kell fordítani szelektálásra, valamint megfelelő juttatások rendszerének, illetve a megfelelő háttérnek a kialakítására.

Meg kell őrizni a tapasztalt állományt a katonák és a polgári alkalmazottak körében egyaránt.
- A DIA legyen tudásalapú szervezet; innovációs stratégiát kell kifejleszteni, hogy a tradicionális és a nem tradicionális hírszerzői információk is jól felhasználhatóak legyenek.
- Kutatni kell az együttműködés lehetőségeit a belső és külső partnerekkel, beleértve a tudományos intézeteket, a gazdasági és kereskedelmi szektort, valamint a nem tradicionális szervezeteket is.
- Korszerű, biztonságos munkakörülményeket kell teremteni, fejleszteni kell az infrastruktúrát.
- Biztosítani kell a vezetés magas színvonalát, erősíteni kell a kommunikációt a vezetők, a partnerek és az állomány között.

## Szervezete
Igazgatója háromcsillagos tábornok (altábornagy), a katonai hírszerzés legmagasabb rangú tisztje, akit az Egyesült Államok elnöke nevez ki a Szenátus jóváhagyásával; felettese a Nemzeti Hírszerzési Igazgató. A DIA személyi állománya főként hivatásos katonákból, illetve polgári szakértőkből áll. A szervezet központja Washingtonban található, de az állomány nagy része a Védelmi Hírszerző Elemző Központban (Defense Intelligence Analysis Center) dolgozik a Balling légi támaszponton. A hivatal szervezeti egységei, szakemberei jelen vannak a Pentagonban, az egyesített harci parancsnokságokon, az Egészségügyi Hírszerzés Nemzeti Központjában (National Center for Medical Intelligence) Marylandben és a Rakéta- és Űrhírszerző Központban (Missile and Space Intelligence Center), Alabama), és számos más katonai intézményben. Fedett munkatársai több mint 100 amerikai nagykövetségen dolgoznak világszerte. A DIA nyílt állományába tartoznak a külföldi országokban működő nagykövetségre akkreditált katonai attaséi hivatalok.
A DIA irányítása alatt működött évtizedeken keresztül a Nemzeti Hírszerzési Egyetem is, azonban 2012-13-ban létrejött annak új központja Bethesdában (Maryland) és ettől kezdve az intézmény a Nemzeti Hírszerzési Igazgató irodájának a felügyelete alá kerül.
A DIA állandó kapcsolatban áll a Vezérkari Főnökök Bizottságának alárendeltségében működő Hírszerző Igazgatósággal (J–2).

### Igazgatóságok és területi központok
A DIA szervezetileg három igazgatóságra és 5 regionális központra oszlik.
- A Műveleti Igazgatóság felelős a DIA emberi erőkkel végrehajtott, HUMINT hírszerző műveleteiért, amelyek két szolgálat, a Védelmi Titkosszolgálat (Defense Clandestine Service, DCS) és az Egyesült Államok Védelmi Attaséi Rendszere (Defense Attache System, DAS) tevékenységének eredményeképpen valósulnak meg.
  - A Védelmi Titkosszolgálat végzi mély fedésben a tényleges kémtevékenységet a Védelmi Minisztérium alá tartozó összes hírszerző szolgálat számára.[18] Elődje a Defense Human Intelligence Service volt. Együttműködik a CIA hasonló feladatokat állító, azaz klasszikus kémtevékenységet végző Nemzeti Titkosszolgálatával (National Clandestine Service), és a Hírszerző Közösség más HUMINT egységeivel. Globális mértékben vet be hírszerzőket, kihallgatási szakértőket, elemzőket, nyelv- és technikai szakértőket, és különleges műveleti egységeket. Munkatársai katonák vagy szerződéses polgári alkalmazottak.
  - A Védelmi Attaséi Rendszer látja el az Egyesült Államok katona-diplomáciai képviseletét világszerte. Ezzel párhuzamosan a több mint 100 amerikai külképviseletről kiindulva HUMINT feladatokat is végez.
- Az Elemző Igazgatóság (Directorate for Analysis) végzi a Műveleti Igazgatóságtól beérkező titkos, valamint a minden más forrásból rendelkezésre álló (ASINT), köztük nyilvános adatok feldolgozását. Ez az igazgatóság önti a felhasználók számára használható formába a DIA értesüléseit, hozzájárul az elnök napi tájékoztatásához, valamint a hosszabb távú össz-hírszerzési elemzésekhez. Az elemző tisztek azonban nem csak a központban, hanem a „terepen” működő egységekben is globálisan jelen vannak annak érdekében, hogy a hírszerző tevékenység célirányos legyen.
- A Tudományos és Technikai Igazgatóság (Directorate Science and Technology) a felelős a DIA technikai eszközeiért és a szakirányú személyzet munkájáért. Ők gyűjtik be és dolgozzák fel a mérőműszeres hírszerzés (MASINT) adatait, amik egyaránt lehetnek radarjelek, akusztikus, nukleáris, vegyi vagy biológiai információk. Ők koordinálják az egész Hírszerző Közösség ilyen jellegű tevékenységét, valamint ez az igazgatóság a felelős az amerikai hírszerzés titkos és bizalmas információs rendszereinek működtetéséért.

A DIA tevékenysége célterület szerint öt központra oszlik, úgy mint az amerikai kettős kontinens, az ázsiai–csendes-óceáni térség, az európai-eurázsiai területek, a Közel-Kelet és Afrika, valamint a terrorizmus elleni központ.
A DIA működteti az egész Hírszerző Közösség számára az Orvosi Hírszerzés Nemzeti Központját (National Center for Medical Intelligence), a Rakéta- és Űrfelderítési Hírszerző Központot (Missile and Space Intelligence Center), a média anyagainak elemzésével foglalkozó National Media Exploitation Centert, valamint a Földalatti Berendezések Elemző Központját (Underground Facilities Analysis Center, UFAC).

### A DIA és a CIA
Mindkét szervezet hírszerzési tevékenységének döntő része a HUMINT jellegű, azaz közvetlen emberi információszerzésre épül. Az alapvető különbség a két szervezet között az, hogy a DIA a katonai jellegű információk megszerzésére törekszik, és azokat elsősorban a Védelmi Minisztérium, a Vezérkari Főnökök Bizottsága és a harci parancsnokságok számára továbbítja, a CIA pedig szélesebb körű biztonságpolitikai hírigényeket igyekszik kielégíteni, és legfontosabb eredményeit a Nemzeti Hírszerzési Igazgató révén terjeszti elő az elnök számára, illetve továbbítja közvetlenül a Nemzetbiztonsági Tanácsnak. A hírszerzési tevékenység jellege és szervezetszociológiai okok miatt sok az átfedés a két szervezet tevékenysége között, aminek enyhítése a Hírszerző Közösség vezetőinek folyamatos feladata. Az általános törekvés az, hogy a CIA túlságosan is kiterjedt tevékenységének katonai részét egyre inkább a DIA titkosszolgálati ágazata vegye át.

### A DIA és a többi amerikai katonai titkosszolgálat
A DIA a legfontosabb amerikai katonai titkosszolgálat, ami koordináló tevékenységet is végez ezen az a hírszerzési tevékenységi területen működő többi amerikai szervezet munkáját illetően, de – más nemzetek katonai titkosszolgálataitól így, különösen az orosz  GRU-tól eltérően, nem foglalja azokat magába, és nem gyakorol közvetlen felügyeletet sem felettük.

### A DIA költségvetése a többi nagy amerikai hírszerző szervezethez viszonyítva (2013)
A Washington Postnak Edward Snowden leleplezései után készült oknyomozó cikke szerint az Egyesült Államok hírszerző szerveinek együttes költségvetése 2013-ban 52,6 milliárd USD volt. Az alábbi táblázatok az öt legnagyobb ügynökség adatait tartalmazzák. (Adatok milliárd USD-ban)
| A szervezet neve | A szervezet neve                         | Igazgatási és fenntartási költségek (Management and support) | Adatbeszerzés (Data collection) | Adatfeldolgozás és értékelés (Data processing and exploitation) | Adatelemzés (Data analysis) | Összesen |
| ---------------- | ---------------------------------------- | ------------------------------------------------------------ | ------------------------------- | --------------------------------------------------------------- | --------------------------- | -------- |
|                  | Central Intelligence Agency              | 01,8                                                         | 11,50                           | 0,387                                                           | 1,10                        | 14,787   |
|                  | National Security Agency                 | 05,2                                                         | 02,50                           | 1,60                                                            | 1,50                        | 10,80    |
|                  | National Reconnaissance Program          | 01,8                                                         | 06,00                           | 2,50                                                            | –                           | 10,30    |
|                  | National Geospatial-Intelligence Program | 02,0                                                         | 00,537                          | 1,40                                                            | 0,973                       | 04,910   |
|                  | General Defense Intelligence Program     | 01,7                                                         | 01,30                           | 0,228                                                           | 1,20                        | 04,428   |
| Összesen         | Összesen                                 | 12,5                                                         | 21,837                          | 6,115                                                           | 4,773                       | 45,225   |

## A szervezet egyes nyilvánosságra került ügyei
A DIA tevékenységének évtizedei alatt több olyan kémkedési ügy is nyilvánosságra került, amiben a szervezet érintve volt. Ezek az információk azonban természetesen messzemenően esetlegesek, és csak epizódokat jelenthetnek a szervezet tényleges tevékenységéből.

### A DIA műveletei
- Jerzy Strawa lengyel mérnök külkereskedőt 1968-ban a DIA javára folytatott kémkedésért elítélték és kivégezték Lengyelországban.[20]
- A DIA egyik tisztje, Lawrence A. Corcoran Santiago de Chile-ben 1973-ban aktívan támogatta a törvényesen megválasztott Salvador Allende elnök elleni puccsot.[21]
- Natan Sharansky (Natan Scsarancskij) izraeli politikust, 13 évre ítélték a Szovjetunióban a DIA javára folytatott kémkedés miatt. Emlékirataiban arról számol be, hogy az ítélet alapjául mindössze az szolgált, hogy egy újságíró fedésben dolgozó DIA-ügynök, bizonyos Robert Toth részére listát adott olyan emberekről, akik hozzáférhettek katonai titkokhoz.[22] 1986-ban kémcsere keretében engedték szabadon a glienickei hídon Nyugat-Berlin határán, amely az ilyen akciók szokásos helye volt.
- A rendszerváltás utáni Oroszországban is több személyt elítéltek a DIA javára folytatott kémkedés miatt, mint Viktor Kaljagyin fegyverkezési szakértő (2001, 2004-ben a börtönben belehalt negyedik infarktusába),[23] Igor Vjacseszlavovics Sutyagin fegyverzetellenőrzési és nukleáris specialistát  2004-ben ítélték el, 2010-ben cserélték ki, 2014-ben egy brit védelmi kutatóintézetben dolgozott. Edmond Pope, hivatalosan visszavonult amerikai hírszerző üzletemberként titkos katonai berendezéseket akart ócskavasként kiszállítani Oroszországból,[24] 2000-ben 20 évre ítélték. Putyin elnök hamarosan kegyelemben részesítette.
- A DIA Curveball fedőnevű iraki informátora szerezte az iraki biológiai fegyverekről szóló azon értesüléseket, amelyek az Egyesült Államok iraki támadásának egyik okaként szerepeltek. A szóban forgó fegyvereket végül nem találták meg.
- Charles Dennis McKee, a DIA tisztje a CIA Matthew Gannon nevű tisztjével együtt a Lockerbie-i katasztrófa során vesztette életét. Az eset különböző összeesküvési elméletek táptalaja lett.[25] Mindenesetre Charles Dennis McKee neve nem szerepel a DIA dicsőség-falán.

### A DIA elleni műveletek

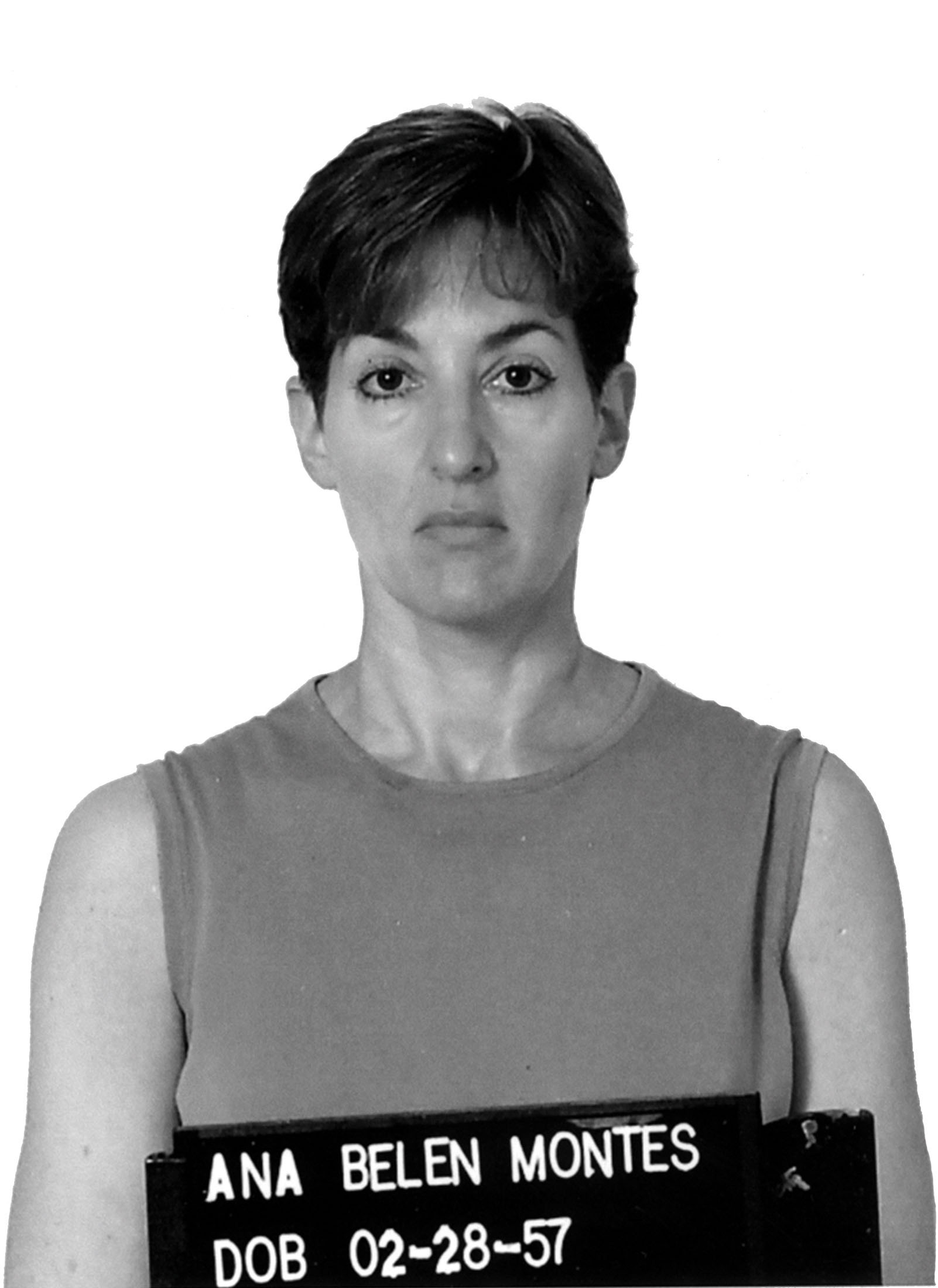
Ana Belen Montes

- Waldo Dubberstein, a DIA hírszerző tisztje 1983-ban öngyilkos lett, miután vádat emeltek ellene, hogy titkokat szolgáltatott ki Líbiának.[26]
- Ana Belen Montest, a DIA vezető elemzőjét 2001-ben tartóztatták le a kubai titkosszolgálat javára folytatott kémkedésért. A vád szerint a nyolcvanas évek derekán kezdte meg kémtevékenységét. 25 évre ítélték.
- Ronald Montaperto, szintén vezető elemző, 2006-ban vallotta bűnösnek magát a kínai titkosszolgálat javára folytatott hírszerző tevékenységért. Azzal védekezett, hogy megtévesztették és nem volt tudatában tettei súlyának. Csak három hónapot ült.[27]

### További ellentmondásos ügyek
Az iraki háború után a hírhedt guantanamói amerikai támaszponton őrzött foglyok kihallgatásán a DIA szakemberei is részt vettek. Sajtóhírek szerint módszereik között a különféle „igazság-szérumok” alkalmazása mellett rendkívül unortodox jellegűek is voltak, mint a homoszexuális pornó vetítése, és a Skinny Puppy zenekar felvételeinek lejátszása a rabok számára.
A 2000-es évek derekától megszaporodtak az arra vonatkozó jelzések, hogy a DIA törvényellenesen próbál hazai területen amerikai állampolgárságú informátorokat beszervezni.
2011-ben az a vád érte német sajtóban a DIA-t, hogy a német szélsőjobb egyik terrorista szervezete (Nationalsozialistischer Untergrund) elleni, a német Alkotmányvédelmi Hivatallal (Bundesamt für Verfassungsschutz) közösen folytatott nyomozásuk során tanúi lettek egy rendőrnő meggyilkolásának egy iszlamista szervezet által, de azt nem jelentették, mert az ő nyomozásukat ez megzavarta volna.

## Fordítás
- Ez a szócikk részben vagy egészben  a   Defense Intelligence Agency című angol Wikipédia-szócikk ezen változatának fordításán alapul.  Az eredeti cikk szerkesztőit annak laptörténete sorolja fel. Ez a jelzés csupán a megfogalmazás eredetét és a szerzői jogokat jelzi, nem szolgál a cikkben szereplő információk forrásmegjelöléseként.